# Zambia International 2023
Die Zambia International 2023 als offene internationale Meisterschaften von Sambia im Badminton fanden vom 16. bis zum 19. November 2023 in Lusaka statt.

## Sieger und Platzierte
| Veranstaltung | Gold                                    | Silber                               | Bronze                                |
| ------------- | --------------------------------------- | ------------------------------------ | ------------------------------------- |
| Herreneinzel  | Luis Ramón Garrido                      | Markus Barth                         | Bharath Latheesh                      |
| Herreneinzel  | Luis Ramón Garrido                      | Markus Barth                         | Somi Romdhani                         |
| Dameneinzel   | Malya Hoareau                           | Vanessa Maricela Garcia Contreras    | Nurani Ratu Azzahra                   |
| Dameneinzel   | Malya Hoareau                           | Vanessa Maricela Garcia Contreras    | Kate Ludik                            |
| Herrendoppel  | Koceila Mammeri Youcef Sabri Medel      | Keane Chok Ken Wei Andy Yew Tung Kok | Chongo Mulenga Kalombo Mulenga        |
| Herrendoppel  | Koceila Mammeri Youcef Sabri Medel      | Keane Chok Ken Wei Andy Yew Tung Kok | Ahmed Nibal Mohamed Ajfan Rasheed     |
| Damendoppel   | Amy Ackerman Deidre Laurens             | Husina Kobugabe Gladys Mbabazi       | Fadilah Mohamed Rafi Tracy Naluwooza  |
| Damendoppel   | Amy Ackerman Deidre Laurens             | Husina Kobugabe Gladys Mbabazi       | Kruthum Nalumansi Assumpta Owomugisha |
| Mixed         | Koceila Mammeri Tanina Violette Mammeri | Melvin Appiah Vilina Appiah          | Caden Kakora Johanita Scholtz         |
| Mixed         | Koceila Mammeri Tanina Violette Mammeri | Melvin Appiah Vilina Appiah          | Georges Paul Kate Ludik               |